# سفينة القائد

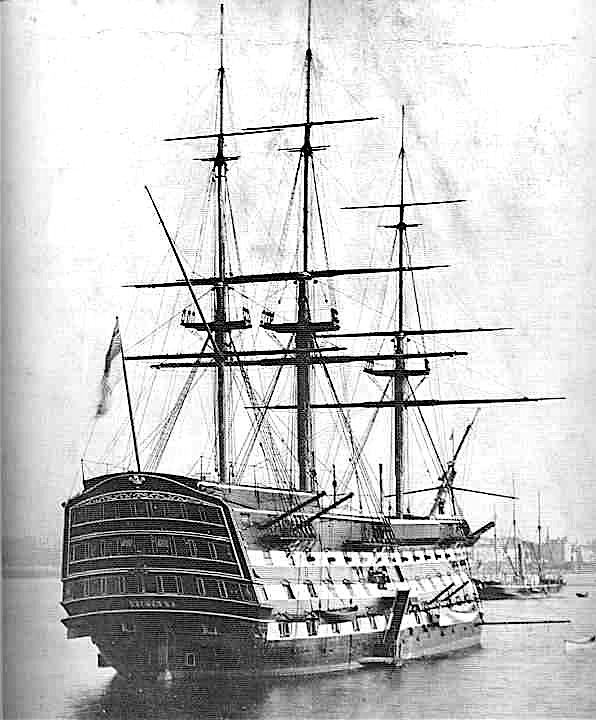

سفينة القائد وتسمى أيضا سفينة القيادة هو مصطلح عسكري يستعمل أيضا لاساطيل الشركات البحرية الكبيرة ويعني سفينة الضابط البحري الأعلى رتبة في الاسطول. وبما ان الاميرال هي أعلى رتبة في جميع التنظيمات البحرية تقريبا، فهي تسمى أيضا السفينة الأمرالية. وجرت العادة على ان تحمل علما مغايرا لاعلام باقي سفن الأسطول حتى يسهل تمييزها.
يمكن تغيير سفينة القيادة في أي وقت وهي غير مرتبطة بصنف معين من السفن ولكنها تكون في العادة اسرع وأقوى قطعة في الاسطول بطبيعة اختيارها من قبل القائد.